# جبل حراثة (حارة)

تعديل مصدري - تعديل

جبل حراثة هي إحدى حارات حي الظهار بمدينة إب اليمنية، بلغ تعداد سكانها 4113 نسمة حسب تعداد اليمن لعام 2004.